# Лук Траутфеттера
Лук Траутфеттера (лат. Allium trautvetterianum) — многолетнее травянистое растение, вид рода Лук (Allium) семейства Луковые (Alliaceae).

## Этимология
Вид назван в честь Рудольфа Эрнестовича Траутфеттера (1809—1889), русского ботаника и натуралиста. 

## Распространение и экология
В природе ареал вида охватывает Памиро-Алай.
Произрастает на выходах пестроцветных пород.

## Ботаническое описание
Луковица яйцевидно-шаровидная, диаметром 2—3 см; оболочки сероватые, почти бумагообразные. Стебель высотой 50—60 см, от выступающих жилок ребристый.
Листья в числе двух, шириной 2—3 см, ланцетные, по краю гладкие, значительно короче стебля.
Чехол в полтора—два раза короче зонтика. Зонтик шаровидный, многоцветковый, густой. Цветоножки равные, в три—пять раз длиннее околоцветника, без прицветников. Листочки звёздчатого околоцветника светло-фиолетовые, с малозаметной жилкой, эллиптические, тупые, длиной 7—10 мм. Нити тычинок немного короче листочков околоцветника, при основании между собой и с околоцветником сросшиеся, шиловидные. Завязь на короткой ножке, шероховатая.

## Таксономия
Вид Лук Траутфеттера входит в род Лук (Allium) семейства Луковые (Alliaceae) порядка Спаржецветные (Asparagales).
|  |                                      |  |                                                             |                                                             |                   |  | ещё 24 семейства (согласно Системе APG II) | ещё 24 семейства (согласно Системе APG II) |                      |  |  |  | ещё более 870 видов |
|  |                                      |  |                                                             |                                                             |                   |  | ещё 24 семейства (согласно Системе APG II) | ещё 24 семейства (согласно Системе APG II) |                      |  |  |  | ещё более 870 видов |
|  |                                      |  |                                                             | порядок Спаржецветные                                       |                   |  |                                            |                                            | род Лук              |  |  |  |                     |
|  |                                      |  |                                                             | порядок Спаржецветные                                       |                   |  |                                            |                                            | род Лук              |  |  |  |                     |
|  | отдел Цветковые, или Покрытосеменные |  |                                                             |                                                             | семейство Луковые |  |                                            |                                            | вид Лук Траутфеттера |  |  |  |                     |
|  | отдел Цветковые, или Покрытосеменные |  |                                                             |                                                             | семейство Луковые |  |                                            |                                            |                      |  |  |  |                     |
|  |                                      |  | ещё 44 порядка цветковых растений (согласно Системе APG II) | ещё 44 порядка цветковых растений (согласно Системе APG II) |                   |  |                                            | ещё около 300 родов                        | ещё около 300 родов  |  |  |  |                     |
|  |                                      |  |                                                             | ещё 44 порядка цветковых растений (согласно Системе APG II) |                   |  |                                            |                                            | ещё около 300 родов  |  |  |  |                     |